# Xã Concord, Quận St. Louis, Missouri
Xã Concord (tiếng Anh: Concord Township) là một xã thuộc quận St. Louis, tiểu bang Missouri, Hoa Kỳ. Năm 2010, dân số của xã này là 36.693 người.